# Necdet Kent
İsmail Necdet Kent (* 1. Januar 1911; † 20. September 2002) war ein türkischer Diplomat und von 1942 bis 1945 türkischer Generalkonsul in Marseille.

## Kindheit und Ausbildung
Kent wuchs in Istanbul auf und erhielt sein Abitur am Galatasaray-Gymnasium. Danach studierte er bis Jura an der New York-Universität. 1937 fing er an im Außenministerium der Türkei zu arbeiten und wurde vorerst als Vize Konsul nach Atina versetzt. Von 1941 bis 1945 war er Generalkonsul in Marseille.

## Leben
Während seiner Tätigkeit als Generalkonsul in Marseille soll er vielen von Nazis verfolgten Juden „in heldenhafter Weise“ das Leben gerettet haben. Unterstützung soll Kent ab 1943 u. a. Behiç Erkin bei der Ausstellung von mehr als 18.000 türkischen Pässen für verfolgte Juden gegeben haben, die zum Teil nicht die geringste Verbindung zur Türkei oder dem ehemaligen Osmanischen Reich hatten. Allerdings wurde in diesem Zusammenhang der Film Der türkische Reisepass, der diese historisch unbelegte Behauptung zum Thema hat, kritisiert als "Versuch der Reinwaschung eines Täters des Völkermords an den Armeniern durch Darstellung als Retter vor dem Holocaust" (vorwiegend bezogen auf Behiç Erkin).
Des Weiteren soll er im Bahnhof in Marseille etwa 80 türkischen Juden das Leben gerettet haben, indem er in den Viehwaggon gestiegen sei, in den sie hineingepfercht wurden, und um ihre Freilassung gebeten habe. Kent habe sich geweigert, aus dem Waggon auszusteigen, entweder würde er mit ihnen in die Gaskammer gehen oder mit ihnen den Waggon verlassen. Daraufhin sei ihm und den türkischen Juden das Aussteigen gestattet worden, und sie hätten den Bahnhof verlassen dürfen.
Es wurde von den Historikern Marc David Baer und Corry Guttstadt sowie der International Raoul Wallenberg Foundation vorgebracht, dass es außer den Selbstaussagen von Kent keine objektivierbaren Belege für seine Behauptungen gebe:

„To date, it was not possible to receive any independent, objective third party corroboration to the self-testimony of Mr. Necdet Kent, regarding his having boarded a Nazi deportation train and released a number of Turkish Jews from deportation or death. No single survivor or survivor’s descendent, has ever come forward verifying this account. All the IRWF attempts to get access to the official Turkish Archives, utilized by Shaw, have been ignored.“

Kent wurde nicht als Gerechter unter den Völkern anerkannt.
Kent ist der Vater des ehemaligen Präsidenten des US-Getränkekonzerns Coca-Cola, Muhtar Kent.

## Würdigungen
Posthum wurde Kent 2005 mit der Raoul Wallenberg Medal ausgezeichnet.